# Saint-Martin-du-Tertre (Yonne)
Saint-Martin-du-Tertre ist eine französische Gemeinde mit 1.553 Einwohnern (Stand: 1. Januar 2022) im Département Yonne in der Region Bourgogne-Franche-Comté. Paron gehört zum Arrondissement Sens und zum Kanton Sens-1. Die Einwohner werden Martinots genannt.

## Geographie

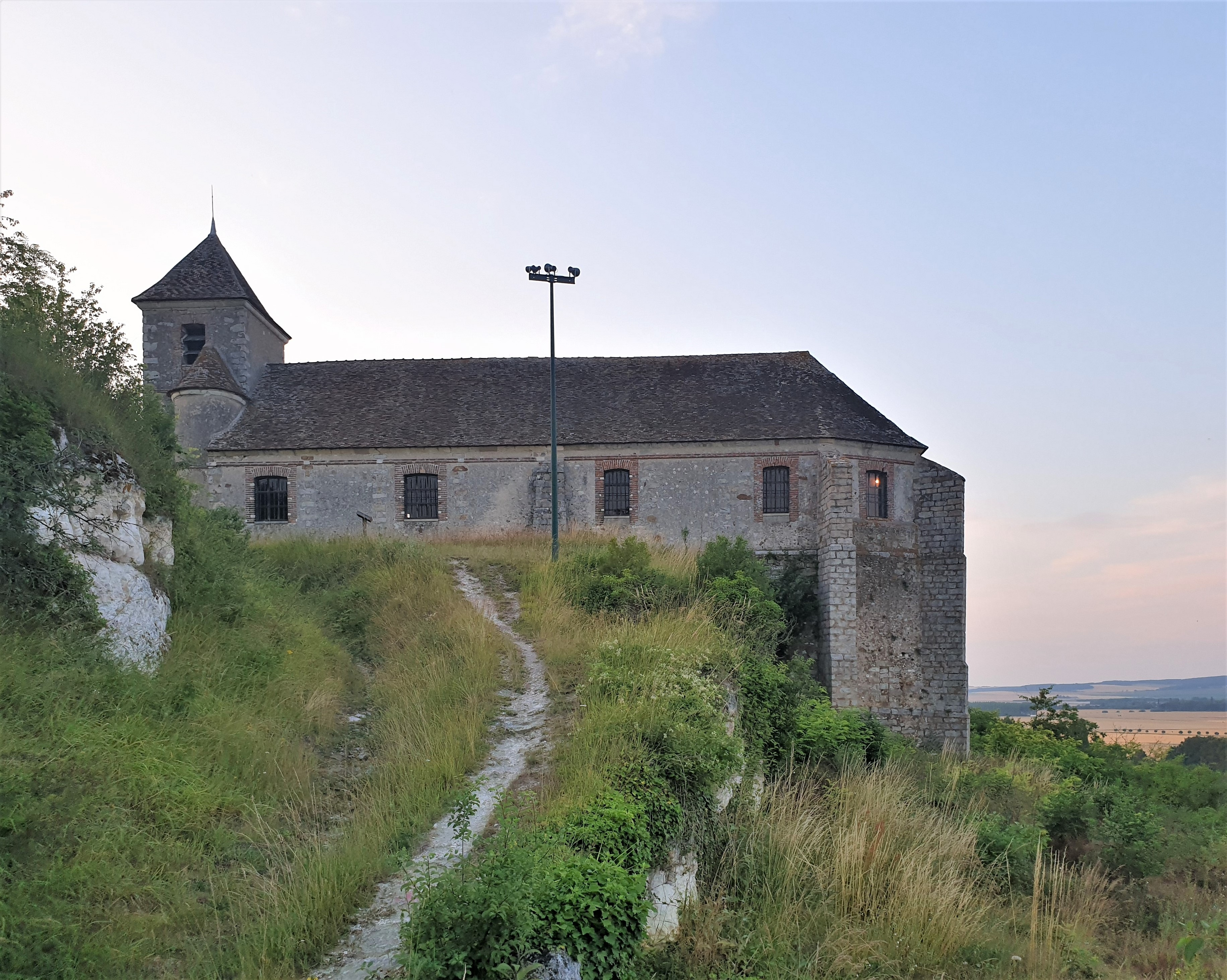
Die Kirche von Saint-Martin-du-Tertre, direkt am Abhang oberhalb der Yonne errichtet

Saint-Martin-du-Tartre liegt auf einem Felsplateau oberhalb der Yonne, etwa vier Kilometer nordwestlich des Stadtzentrums von Sens. Umgeben wird Saint-Martin-du-Tertre von den Nachbargemeinden Nailly im Norden und Westen, Courtois-sur-Yonne im Norden, Sens im Osten und Südosten sowie Paron im Süden.

## Bevölkerungsentwicklung
| Jahr      | 1881 | 1962 | 1968 | 1975 | 1982 | 1990 | 1999 | 2006 | 2013 |
| Einwohner | 487  | 788  | 922  | 975  | 1273 | 1313 | 1445 | 1509 | 1567 |

## Sehenswürdigkeiten
- Kirche Saint-Martin